# Subaru Ascent
Subaru Ascent (укр. Субару Аскент) — повнорозмірний кросовер, що випускається японською автомобільною компанією Subaru. З колісною базою в 2891 мм і довжиною 4999 мм Ascent став найбільшим Subaru в історії.
== Опис

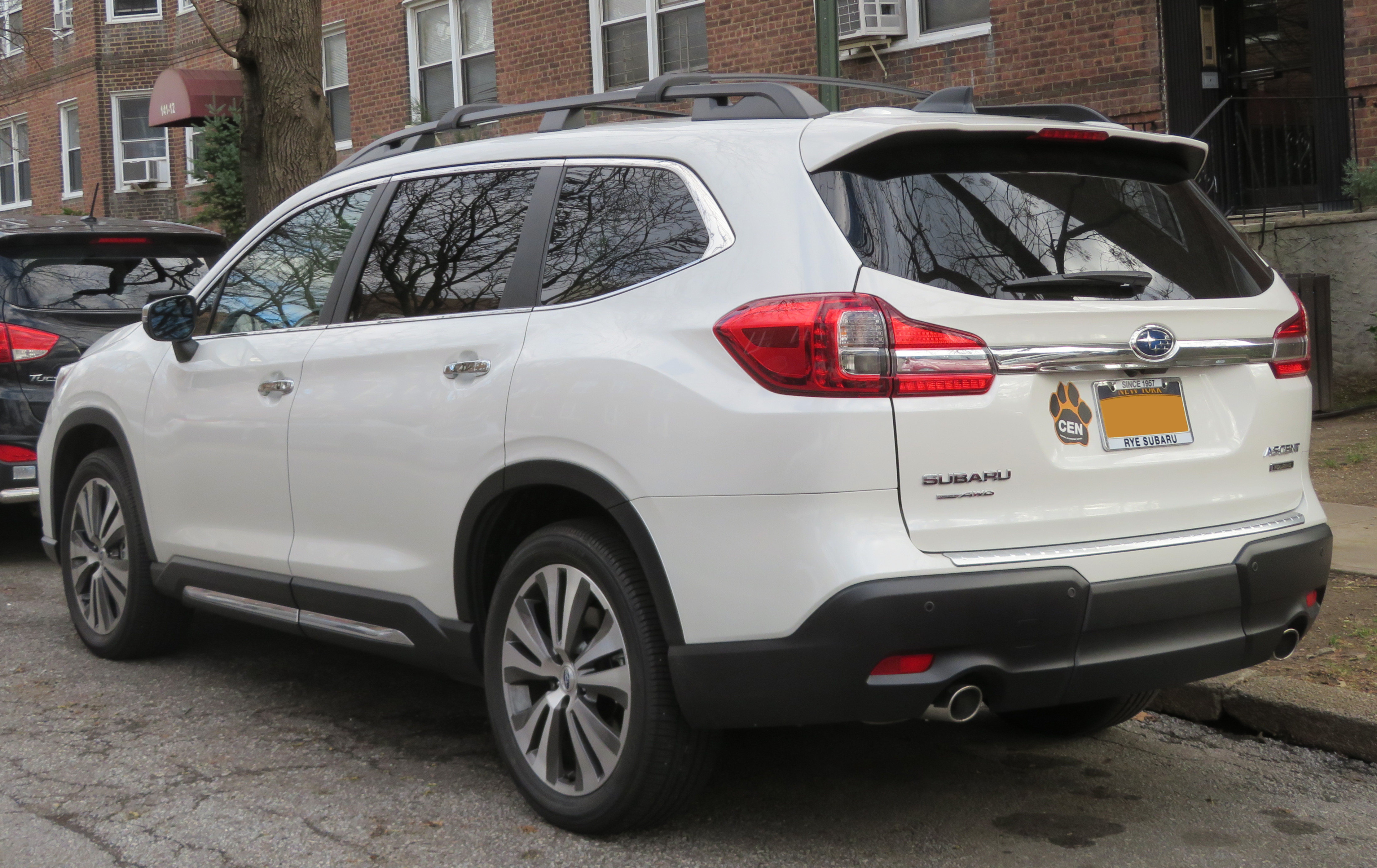
Subaru Ascent

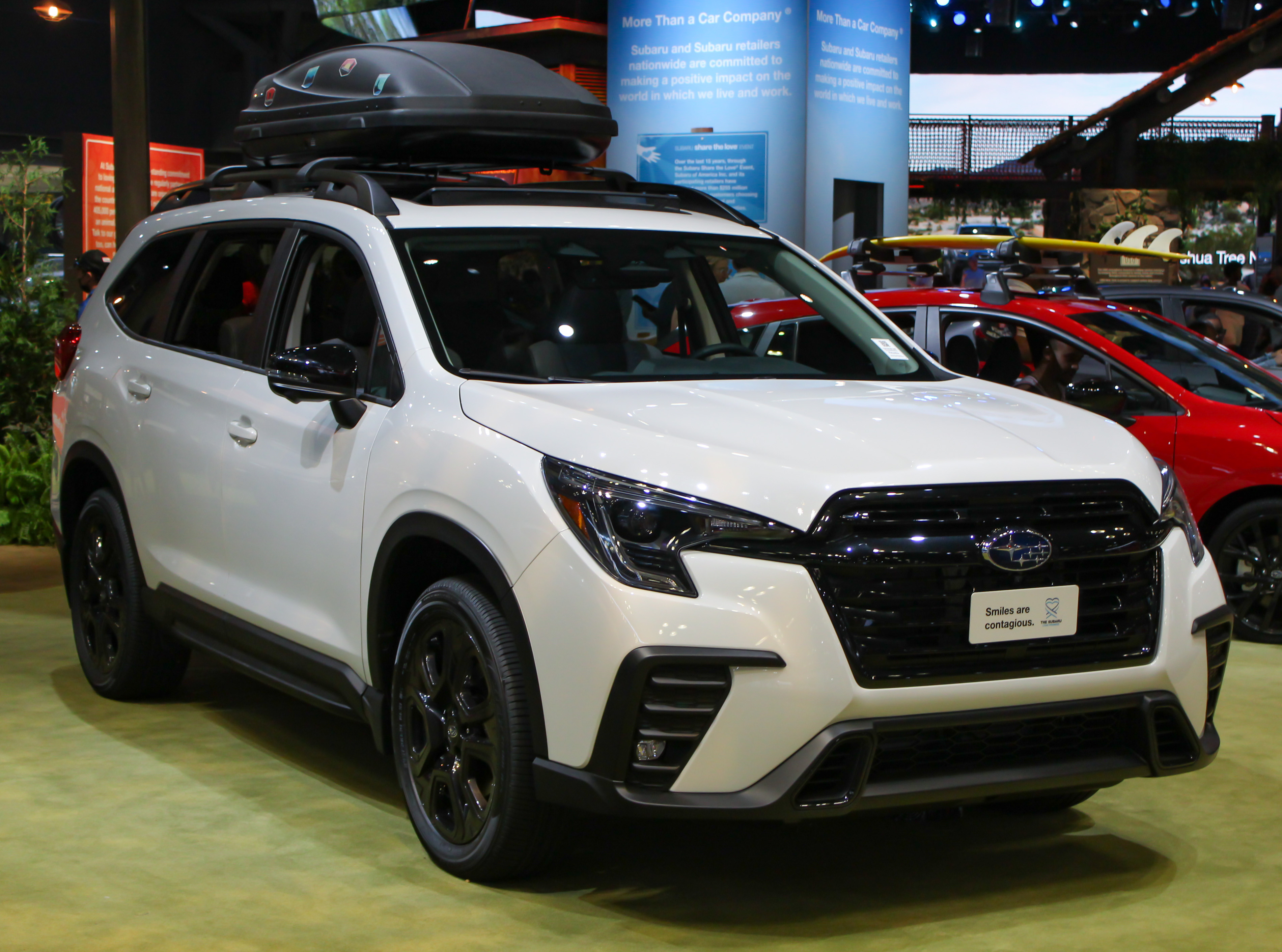
Subaru Ascent (з 2023)

Кросовер був вперше представлений на Лос-Анджелеському автосалоні в кінці листопада 2017 року.
Виробляти машину будуть в Лафейетт (Індіана).До американських дилерам Ascent надійде тільки на початку літа 2018 року.

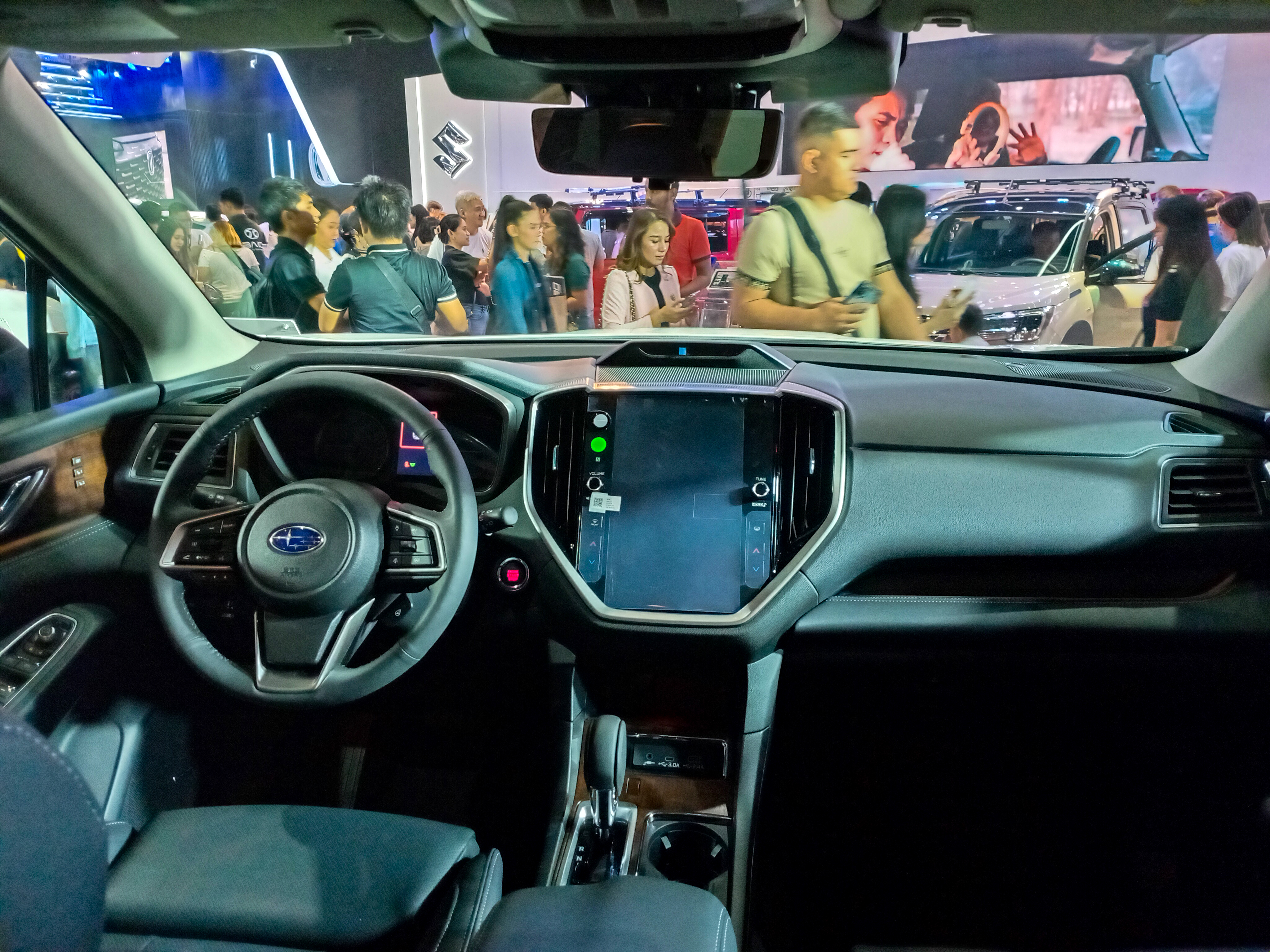

Побудований Ascent на платформі Subaru Global Platform (SGP), відомої по XV і Імпрезі останнього покоління. Спереду — стійки McPherson, ззаду — багаторичажна підвіска. Тут застосована розширена і посилена версія SGP з безліччю додаткових елементів в силовій структурі заради поліпшення жорсткості, міцності і зменшення вібрацій.
Приводить в рух автомобіль новий чотирициліндровий оппозитний двигун 2.4 л FA24 з турбонаддувом типу twin-scroll та інтеркулером, системою контролю фаз Subaru Dual Active Valve Control System, з порівняно високою для наддувного мотора ступенем стиснення (10.6:1) і безпосереднім уприскуванням палива. Він розвиває агрегат 264 к.с. при 5600 об/хв і 376 Нм при 2000-4800 об/хв.
Мотор працює в парі з варіатором Lineartronic, у якого є режим імітації восьми передач і підрульові пелюстки, і повним приводом. Це дозволяє машині буксирувати причепи масою до 2268 кг. Ще тут є система автоматичного утримання машини на схилі і електронна стабілізація причепа, векторизация тяги Active Torque Vectoring, позашляховий режим X-Mode і допомогу спуску з пагорба. Параметри економічності будуть оголошені пізніше, але вже зараз заявлений пробіг на одному баку понад 500 миль (805 км).
Система Hill Descent Control забезпечує стабільність при русі по похилій площині. Дорожній просвіт становить 221 мм.
Машина отримала новітню версію медіацентру Starlink з інтерфейсами Bluetooth, Apple CarPlay, Android Auto і Aha, інтернет-радіо Pandora і супутниковим радіо SiriusXM. У початковій комплектації екран на 6,5 дюйма, в старших — на вісім, з виходом в мережу зі швидкісного стандарту LTE, хот-спотом Wi-Fi і навігацією.
Новинка буде запропонована в чотири версіях: Base, Premium, Limited і Touring.
У 2023 році Subaru оновила зовнішній стиль, додала в інформаційно-розважальну систему 11,6-дюймовий сенсорний вертикальний дисплей та розширила технології безпеки Ascent. В лінійці комплектацій з'явилась версія Onyx Edition Limited.

## Двигун
- 2.4 L FA24F turbo H4 264 к.с. при 5600 об/хв і 376 Нм при 2000-4800 об/хв

## Продажі
| рік  | США    | Канада |
| ---- | ------ | ------ |
| 2018 | 36,211 | 2,093  |
| 2019 | 81,958 | 4,139  |
| 2020 | 67,623 | 3,028  |
| 2021 | 59,980 | 3,359  |
| 2022 | 63,704 |        |
| 2023 | 60,543 |        |